# Dario Matteoni
Darío Matteoni (Pisa, 1950) es un historiador del arte y crítico de arte italiano.
Fue concejal de Cultura de la ciudad de Livorno durante el mandato del alcalde de Gianfranco Lamberti. Entre 1991 y 1998 colaboró como editor en la revista dirigida por Vittorio Gregotti. Es autor de numerosas publicaciones sobre la historia del arte y la arquitectura, el editor de la serie de Su e giù per Livorno, cuya primera edición se publicó en 2005. Supervisó la construcción de varias exposiciones en varias ciudades italianas.
Además, completó su oficina en el municipio de Livorno, ha participado activamente en los debates sobre el papel de la cultura en Livorno, criticando con dureza, con Vittorio Sgarbi, la demolición del Cine Odeon, que se describe como "un ejemplo de la arquitectura cinematográfica de la mayoría de los importante en la historia de Italia de la posguerra".
Actualmente es director del Museo Nacional del Palacio Real y Museo nazionale di San Matteo en Pisa.